# Perisphaeria substylifera
Perisphaeria substylifera är en kackerlacksart som beskrevs av Karlis Princis 1963. Perisphaeria substylifera ingår i släktet Perisphaeria och familjen jättekackerlackor. Inga underarter finns listade i Catalogue of Life.